# محمدباقر بوشهری
محمدباقر بوشهری یا باقر بوشهری (۱۲۸۷ تهران - ۱۳۷۷ آمریکا ) نماینده بوشهر در مجلس شورای ملی بود.
پدرش معین‌التجار بوشهری از سرمایه‌داران بزرگ حاشیه خلیج فارس و مادرش دختر حاج امین‌الضرب از تجار معروف مشروطه‌خواه ایران بود. در رشته تجارت و اقتصاد از دانشگاه منچستر انگلستان لیسانس گرفت. مدتی هم در پاریس درس خواند. سپس به ایران بازگشت و به تجارت پرداخت تا اینکه با مشکل مالی روبه رو شد و بانک ملی تمام دارایی‌اش، حتی خانه موروثی و مجللش را در خیابان لاله‌زار ضبط کرد. سپس به به سیاست روی آورد  و در سال ۱۳۳۲ به مجلس شورای ملی راه یافت.
بوشهری از دوره‌های هجدهم تا بیست و دوم نماینده بوشهر در مجلس شورای ملی بود، سپس در هفتمین و آخرین دوره مجلس سنا، سناتور فارس شد.